# 特雷斯帕苏斯
特雷斯帕苏斯是巴西南大河州的一个市镇。总面积268.395平方公里，总人口23467人，人口密度87.4人/平方公里。